# تاکاشی کاساهارا (بازیکن فوتبال، زاده ۱۹۸۸)
تاکاشی کاساهارا (ژاپنی: 笠原 昂史؛ زادهٔ ۲۱ نوامبر ۱۹۸۸) یک بازیکن فوتبال اهل ژاپن است.
از باشگاه‌هایی که در آن بازی کرده‌است می‌توان به باشگاه فوتبال میتو هولیهوک اشاره کرد.